# Raymond Tournier
Pour les articles homonymes, voir Tournier.
Raymond Tournier, né le 12 février 1916 à Bermont et mort le 15 septembre 1998 à Cognac, est un militaire et résistant français, Compagnon de la Libération. 

## Biographie

### Jeunesse et engagement
Fils d'un sous-lieutenant du 172e régiment d'infanterie, Raymond Tournier naît le 12 février 1916 à Bermont, dans le territoire de Belfort,. Il effectue sa scolarité au sein de l'école des enfants de troupe des Andelys. Après la première guerre mondiale, son père Louis devient capitaine de réserve au 33e régiment d'aviation. Souffrant de graves séquelles de guerre, il meurt prématurément en 1930,. Considéré alors comme orphelin de guerre, Raymond est fait pupille de la Nation par jugement du tribunal de Belfort le 12 mars 1932. Soutenu par son oncle, colonel au 39e régiment d'aviation, il suit les traces de son père et s'engage lui-aussi dans l'armée, devenant navigateur dans un groupe de bombardement stationné à Alep, en Syrie,. Sergent-chef, il intègre le peloton d'élèves gradés au moment où éclate la seconde guerre mondiale.

### Seconde Guerre mondiale
Le 16 juin 1940, il effectue une mission au-dessus du Dodécanèse italien et bombarde l'île de Rhodes,. Six jours plus tard est signé l'armistice du 22 juin 1940 que Raymond Tournier rejette. Décidé à se rallier à la France libre, il tente de voler un avion pour s'enfuir mais est arrêté et emprisonné par les autorités de Vichy,. Condamné à mort pour atteinte à la sûreté de l'État il ne passe qu'un mois en prison, parvenant à s'évader à la fin du mois de novembre 1940 grâce à un camarade lui ayant fait parvenir clandestinement des lames de scie,. Ayant rejoint la Palestine mandataire britannique, il s'engage dans les forces aériennes françaises libres et est affecté au French Fighter Flight no 2 sous couvert de la Royal Air Force. Sous les ordres du capitaine Paul Jacquier, il effectue des missions de protection du canal de Suez et du port d'Haïfa. Il est ensuite muté à la 2e escadrille du 39 Squadron et participe à la guerre du désert dans le ciel de la Libye au sein de l'équipage d'Yves Ezanno,.
En septembre 1941, lors de la création du groupe de bombardement Lorraine, il est affecté à cette nouvelle unité commandée par Lionel de Marmier. Continuant les combats en Libye jusqu'à la fin de l'année 1942, il contribue à la destruction d'un Messerschmitt Bf 109 qui pourchassait son bombardier en décembre 1941, participe aux combats autour du Col d'Halfaya et obtient une citation à l'ordre de l'armée le récompensant pour la précision de ses bombardements sur les colonnes ennemies. Raymond Tournier est ensuite détaché quelque temps pour suivre les cours d'élève-officier. Promu aspirant en octobre 1942, il retourne au groupe Lorraine qui a entretemps été déplacé en Angleterre pour participer aux missions de bombardement sur le front occidental. S'illustrant lors de nombreuses missions de jour en vol rasant, il est promu sous-lieutenant en avril 1943.
En janvier 1944, il quitte à nouveau temporairement le groupe Lorraine pour suivre une formation de pilote à l'école de Sywell. Après son premier vol le 5 juin 1944 et une formation de plusieurs mois, il obtient son brevet de pilotage le 9 avril 1945 mais n'aura pas le temps de rejoindre son groupe pour combattre, l'Allemagne ayant entretemps capitulé.

### Après-Guerre
Promu lieutenant à la fin de la guerre, Raymond Tournier poursuit sa carrière militaire et est affecté à la base aérienne 709 Cognac-Châteaubernard. Obtenant ses galons de capitaine, il passe ensuite deux ans à la base aérienne 158 de Gabès, en Tunisie, avant de partir en Indochine. À l'issue de la guerre d'Indochine en 1954, Raymond Tournier compte 107 missions de guerre et plus de 356 heures de vol de combat. Après avoir servi lors de la guerre d'Algérie puis au Maroc, il est promu commandant et prend sa retraite militaire en 1963 avec le grade de colonel. Installé à Cognac, il devient agent d'assurances.
Raymond Tournier meurt le 15 septembre 1998 à Cognac et est inhumé au cimetière des Grand'Maisons de Jarnac, non loin de la tombe de François Mitterand.

## Décorations
|  |  |  |  |  |  |  |  |  |
|  |  |  |  |  |  |  |  |  |
|  |  |  |  |  |  |  |  |  |
|  |  |  |  |  |  |  |  |  |
|  |  |  |  |  |  |  |  |  |

| Commandeur de l'Ordre de la Légion d'Honneur                               | Commandeur de l'Ordre de la Légion d'Honneur                               | Commandeur de l'Ordre de la Légion d'Honneur                               | Compagnon de la Libération Par décret du 28 mai 1945    | Compagnon de la Libération Par décret du 28 mai 1945    | Compagnon de la Libération Par décret du 28 mai 1945    | Médaille militaire                                                   | Médaille militaire                                                   | Médaille militaire                                                   |
| Croix de guerre 1939-1945 Avec une palme                                   | Croix de guerre 1939-1945 Avec une palme                                   | Croix de guerre 1939-1945 Avec une palme                                   | Croix de guerre des Théâtres d'opérations extérieurs    | Croix de guerre des Théâtres d'opérations extérieurs    | Croix de guerre des Théâtres d'opérations extérieurs    | Croix de la Valeur militaire                                         | Croix de la Valeur militaire                                         | Croix de la Valeur militaire                                         |
| Médaille de la Résistance française                                        | Médaille de la Résistance française                                        | Médaille de la Résistance française                                        | Médaille des évadés                                     | Médaille des évadés                                     | Médaille des évadés                                     | Croix du combattant volontaire Avec agrafe "Guerre 1939-1945"        | Croix du combattant volontaire Avec agrafe "Guerre 1939-1945"        | Croix du combattant volontaire Avec agrafe "Guerre 1939-1945"        |
| Médaille coloniale Avec agrafes "Libye", "Tunisie", "Indochine" et "Maroc" | Médaille coloniale Avec agrafes "Libye", "Tunisie", "Indochine" et "Maroc" | Médaille coloniale Avec agrafes "Libye", "Tunisie", "Indochine" et "Maroc" | Médaille commémorative française de la guerre 1939-1945 | Médaille commémorative française de la guerre 1939-1945 | Médaille commémorative française de la guerre 1939-1945 | Médaille commémorative des services volontaires dans la France libre | Médaille commémorative des services volontaires dans la France libre | Médaille commémorative des services volontaires dans la France libre |
| Médaille commémorative de la campagne d'Indochine                          |                                                                            |                                                                            |                                                         |                                                         |                                                         |                                                                      |                                                                      |                                                                      |

## Hommages
- À Cognac, une rue a été baptisée en son honneur[7].